# قائمة البعثات الدبلوماسية في ألبانيا
تعرض هذه الصفحة قائمة بأسماء الدول التي توجد لديها بعثات دبلوماسية إلى ألبانيا. حاليا، توجد في العاصمة تيرانا 38 سفارة إضافة إلى مفوضية عن الاتحاد الأوروبي. دول أخرى عديدة لها سفراء معتمدون في ألبانيا، لكن معظمهم يقيم في أثينا وروما.

## سفارات

### تيرانا
| - الجزائر - النمسا - البرازيل - بلغاريا - الصين - كرواتيا - جمهورية التشيك - الدنمارك - مصر - فرنسا - ألمانيا - اليونان - الفاتيكان - المجر - إيران - إسرائيل - إيطاليا - اليابان - كوسوفو - الكويت | - ليبيا - مقدونيا - فرسان مالطا - هولندا - فلسطين - بولندا - قطر - رومانيا - روسيا - السعودية - صربيا - سلوفاكيا - سلوفينيا - إسبانيا - السويد - سويسرا - تركيا - المملكة المتحدة - الولايات المتحدة |

## مقرات أخرى
- الاتحاد الأوروبي (مفوضية)

## قنصليات عامة

### جيروكاستر
- اليونان

### كورتشي
- اليونان

### فلوره
- إيطاليا

## قنصليات فخرية

### دراس
- بلجيكا
- البوسنة والهرسك
- مقدونيا
- تركيا

### جيروكاستر
- إيطاليا

### كورتشي
- رومانيا

### شقودرة
- النمسا
- المجر
- إيطاليا

### تيرانا
- أرمينيا
- بنغلاديش
- كندا
- قبرص
- السلفادور
- إستونيا
- فنلندا
- آيسلندا
- الهند
- كازاخستان
- كوريا الجنوبية
- لاتفيا
- ليتوانيا
- ماليزيا
- مالطا
- المكسيك
- منغوليا
- المغرب
- النرويج
- باكستان
- الفلبين
- البرتغال
- رومانيا
- سان مارينو
- سيراليون
- تايلاند
- تونس
- تركيا
- أوكرانيا

### فلوره
- إيطاليا

## سفارات غير مقيمة
| - أنغولا (روما) - الأرجنتين (روما) - أستراليا (روما) - أذربيجان (أثينا) - بيلاروس (روما) - بنين (باريس) - البرازيل (روما) - بوركينا فاسو (روما) - تشيلي (روما) - كولومبيا (روما) - كوبا (صوفيا) - الإكوادور (روما) - جورجيا (أنقرة) - غينيا (بلغراد) - إندونيسيا (صوفيا) - جمهورية أيرلندا (أثينا) - كوريا الشمالية (صوفيا) - لبنان (أثينا) - مدغشقر (روما) - مالي (روما) | - المكسيك (روما) - مولدوفا (صوفيا) - نيبال (برلين) - نيجيريا (روما) - عُمان (روما) - بنما (روما) - باراغواي (روما) - بيرو (بلغراد) - قطر (روما) - سلوفاكيا (أثينا) - جنوب إفريقيا (روما) - سريلانكا (روما) - سوريا (أثينا) - تنزانيا (روما) - الإمارات العربية المتحدة (روما) - الأوروغواي (روما) - فيتنام (بودابست) - اليمن (روما) - زامبيا (موسكو) - زيمبابوي (بلغراد) |

## البعثات المغلقة
| المدينة | البلد           | النوع  | تاريخ الإغلاق | المراجع     |
| ------- | --------------- | ------ | ------------- | ----------- |
| تيرانا  | البوسنة والهرسك | سفارة  | مجهول         | [ 1 ]       |
| تيرانا  | كوبا            | سفارة  | 1992          | [ 2 ]       |
| تيرانا  | الدنمارك        | سفارة  | مجهول         | [ 3 ]       |
| تيرانا  | إيران           | سفارة  | مجهول         |             |
| تيرانا  | المكسيك         | سفارة  | 1979          | [ 4 ]       |
| تيرانا  | فيتنام          | سفارة  | 1992          | [ 5 ]       |
| إشقودرة | إيطاليا         | قنصلية | 2013          | [ 6 ] [ 7 ] |